# 続 浪曲子守唄
『続 浪曲子守唄』（ぞく ろうきょくこもりうた、Samurai Lullaby Part2 or Daddy's Lullaby ) は、1967年の日本映画。主演 ： 千葉真一、監督 ： 鷹森立一、製作 ： 東映、カラー・シネマスコープ、88分。『子守唄シリーズ』の第二作。

## 解説
きびしい渡世の姿、父子の愛情を謳いあげるシリーズ第二弾。主人公の千葉真一以下、大原麗子と下沢広之が引き続き出演している。子供の恩人を香具師となってたずね歩くお馴染み文吾親子、粉雪舞う北国の田舎町で、ドスの封印きった文吾が、男の正念場をみせる物語。
キャッチコピーは「ドスと坊やを一緒に抱いて！また響くあの名調子、ヒットシリーズ第二弾！！」。

## ストーリー
遠藤文吾は刑務所で刑期を勤め、向う傷のジョーと共に出所した。息子の健一を預っていた照子は母に死なれて生活に困り、健一を知人に託して遠国に身を売っていた。文吾は健一を連れて照子を探す旅がはじまる。

## キャスト
- 千葉真一 ： 遠藤文吾

- 小山明子 ： いく
- 大原麗子 ： 照子
- 下沢広之 ： 遠藤健一
- 一節太郎 ： 歌手
- 田中邦衛 ： 向う傷のジョー
- 花沢徳衛 ： 山崎
- 岡崎二朗 ： 川上
- 黒川俊哉 ： タカシ
- 沼田曜一 ： 戸川
- 沢彰謙 ： 為さん
- 中村是好 ： 源さん
- 玉川良一 ： 先生
- 岡部正純 ： 学生服を着ているおじさん
- 国景子 ： 八重
- 京唄子・鳳啓助 ： お福夫婦
- 植田灯孝 ： 親分
- 石井富子 ： きみ
- 木川哲也 ： 根岸の子分A
- 北川恵一 ： 根岸の子分B
- 滝島孝二 ： 根岸の子分C
- 谷本小夜子 ： おかみさん
- 須賀良 ： チンピラA
- 打越正八 ： 食堂の親爺
- 山本みどり ： お秀
- 河津清三郎 ： 根岸
- 嵐寛寿郎 ： 銀造

## スタッフ
- 監督 ： 鷹森立一
- 企画 ： 扇沢要・吉田達
- 脚本 ： 池田雄一
- 撮影 ： 西川庄衛
- 録音 ： 渡辺義夫
- 照明 ： 川崎保之丞
- 美術 ： 江野慎一
- 音楽 ： 菊池俊輔
- 編集 ： 長沢嘉樹
- スチール ： 丸山忠士

## 主題歌
「浪曲子守唄」
- 作詞・作曲 ： 越純平、唄 ： 一節太郎